# Hasheket shenish'ar
Chansons représentant l'Arménie au Concours Eurovision de la chanson
Leha'amin
(2004) Together We Are One
(2006)
Hasheket shenish'ar (en hébreu : (hébreu : השקט שנשאר, en français Le Silence qui reste) est la chanson représentant Israël au Concours Eurovision de la chanson 2005. Elle est interprétée par Shiri Maimon.

## Sélection
Après une demi-finale en février 2005, la chanson fait partie des 14 chansons de la finale à Jérusalem en mars 2005. La chanson de Maimon Hasheket shenish'ar est choisie à moitié par un télé-vote dans cinq régions et à moitié par cinq jurys régionaux. Elle obtient 116 points, le plus grand nombre de points de la part des téléspectateurs et des jurys, et remporte la sélection.

## Eurovision
Comme Israël ne s'est pas qualifié pour la finale en 2004, la chanson est d'abord présentée lors de la demi-finale le jeudi 19 mai 2005. Elle est la septième de la soirée, précédant Tout de moi interprétée par Lise Darly pour Monaco et suivant Love Me Tonight interprétée par Angelica Agourbach pour la Biélorussie.
À la fin des votes, elle obtient 158 points et finit à la 7e place sur vingt-cinq participants. La chanson fait des dix premières chansons qualifiées pour la finale.
En finale, la chanson est la onzième de la soirée, précédant Brujería interprétée par Son de Sol pour l'Espagne et suivant Zauvijek moja interprétée par No Name pour la Serbie-et-Monténégro.
À la fin des votes, elle obtient 154 points et finit à la 4e place sur vingt-quatre participants.
Israël est qualifié directement pour la finale du Concours Eurovision de la chanson 2006.

### Points attribués à Israël
Demi-finale
| 12 points                        | 10 points                                 | 8 points                                                        | 7 points            | 6 points                                   |
| -------------------------------- | ----------------------------------------- | --------------------------------------------------------------- | ------------------- | ------------------------------------------ |
| - Andorre - Biélorussie - Monaco | - Pays-Bas                                | - France - Roumanie - Russie                                    | - Albanie - Irlande | - Malte - Portugal - Turquie - Royaume-Uni |
| 5 points                         | 4 points                                  | 3 points                                                        | 2 points            | 1 point                                    |
| - Hongrie - Moldavie - Ukraine   | - Bulgarie - Danemark - Pologne - Espagne | - Belgique - Chypre - Allemagne - Serbie-et-Monténégro - Suisse | - Lituanie          | - Finlande - Macédoine                     |

Finale
| 12 points                                              | 10 points | 8 points                                           | 7 points                                      | 6 points                                  |
| ------------------------------------------------------ | --------- | -------------------------------------------------- | --------------------------------------------- | ----------------------------------------- |
| - Monaco                                               | - France  | - Andorre - Biélorussie - Hongrie - Malte - Russie | - Pays-Bas - Roumanie - Ukraine - Royaume-Uni | - Belgique - Irlande - Moldavie - Espagne |
| 5 points                                               | 4 points  | 3 points                                           | 2 points                                      | 1 point                                   |
| - Danemark - Finlande - Allemagne - Norvège - Portugal |           | - Albanie - Lituanie - Turquie                     | - Lituanie                                    | - Autriche - Estonie - Suède - Suisse     |